# Neža Klančar
Neža Klančar, slovenska plavalka, * 19. februar 2000.
Tekmuje v disciplini prosto. Nastopila je na Svetovnem prvenstvu 2019 v Gvangdžuju, kjer se na 50 in 100 m ni uvrstila v polfinale, kot tudi ne na 200 m mešano. Na Sredozemskih igrah 2022 v Oranu je osvojila dve zlati, srebrno in bronasto medaljo. 